# Heard-sziget és McDonald-szigetek
A Heard-sziget és McDonald-szigetek lakatlan szigetek az Indiai-óceán déli részén, a déli sarkkör közelében. Ausztrália külbirtoka 1947 óta. A szigetcsoport területe 372 km² és két aktív vulkán található rajta. 1997. december 26-a óta a világörökség része. Meglehetősen zord az időjárása, csak időszakosan létesítenek kutatóállomásokat a területén.

## Földrajz
A Heard-sziget területe 368 km², nagyrészt gleccserek borítják, legmagasabb pontja a Mawson Peak nevű vulkán 2745 méter magas csúcsa. A Mawson Peak a legmagasabb, ausztrál fennhatóságú területen található hegy, 527 méterrel magasabb az ausztrál kontinensen található Mount Kosciuszkónál.
A másik aktív vulkán a McDonald-szigeten van: 75 ezer évig tartó nyugalom után 1992-ben tört ki, majd továbbra is aktív maradt. Legutóbb 2005. augusztus 10-én volt aktív.
A kicsiny McDonald-szigetek a Heard-szigettől 45 kilométerre nyugatra helyezkednek el. A három apró sziget – a  McDonald-sziget (250 m magas), a Flat-sziget (55 m) és a Meyer-szikla (170 m) – területe összesen alig éri el a 2,5 km²-t. A Flat-sziget Ausztrália legnyugatibb pontja.
Néhány apró sziget (Shag-sziget, Morgan-sziget, Sail-szikla és a Black-szikla) a Heard-szigettől 10 km-re északra található, összterületük 1,1 km².

## Élővilág
A szigetek élővilága gyakorlatilag háborítatlan: sem állandó emberi megtelepedés, sem betelepített idegen fajok nem veszélyeztetik. A növényvilág mintegy 20 négyzetkilométeren összpontosul, zömmel a tengerparti sávban. A szövetes növényeket mindössze 12 faj képviseli; a növények zömét különféle moszatok és zuzmók teszik ki.
A gerinctelenek a növényvilághoz hasonlóan ritkának mondhatóak a nagy kiterjedésű jegesedés és a szigetek izolált volta miatt. Közülük leginkább az ízeltlábúakat dokumentálták: 54 atkafajt, nyolc ugróvillást és egy pókfajt, illetve kb. 35 bogarat és legyet írtak le eddig.
Tizenkilenc madárfaj költ a szigeteken (nyolc viharmadárféle, háromfajta albatrosz, négyféle pingvin, továbbá egy-egy sirály-, csér-, kormorán- és tokoscsőrűfaj) és további huszonnyolc faj képviselői fordulnak meg itt. A költő fajok közül négy sebezhető a Természetvédelmi Világszövetség értékelése szerint: a vándoralbatrosz (Diomedea exulans), a déli óriáshojsza (Macronectes giganteus), az aranytollú pingvin (Eudyptes chrysocome) és a bóbitás pingvin (Eudyptes chrysolophus). A kékszemű kárókatona (Phalacrocorax atriceps) és a falklandi tokoscsőrűmadár (Chinois alba) itt élő állományai külön, endemikus alfajokat alkotnak.
Az emlősvilágot három szigeten szaporodó fókafaj képviseli: a déli elefántfóka (Mirounga leonina), az antarktiszi medvefóka (Arctocephalus gazella) és a szubantarktikus medvefóka (Arctocephalus tropicalis). Más, nem itt szaporodó fókafélék is megfordulnak (a leopárdfóka rendszeres vendég, de Weddell-, rákász- és Ross-fókát is regisztráltak már).
A madarak és fókák számára táplálékot nyújtó környező, mintegy 65 000 négyzetkilométernyi vízfelületet 2002 októberében tengeri rezervátummá nyilvánították. A helyi halak között a sügérfélék Nototheniidae és Channichthyidae családjának képviselői a leggyakoribbak. A környéken 1997 óta működő halászat elsősorban a chilei tengeri sügér (Dissostichus eleginoides) és a csíkos jéghal (Champsocephalus gunnari) kifogásával foglalkozik. A környék vizei a cetek számára is gazdag táplálékkal szolgálnak: számos bálna- és delfinfajt figyeltek már meg a környéken.

## Történelem

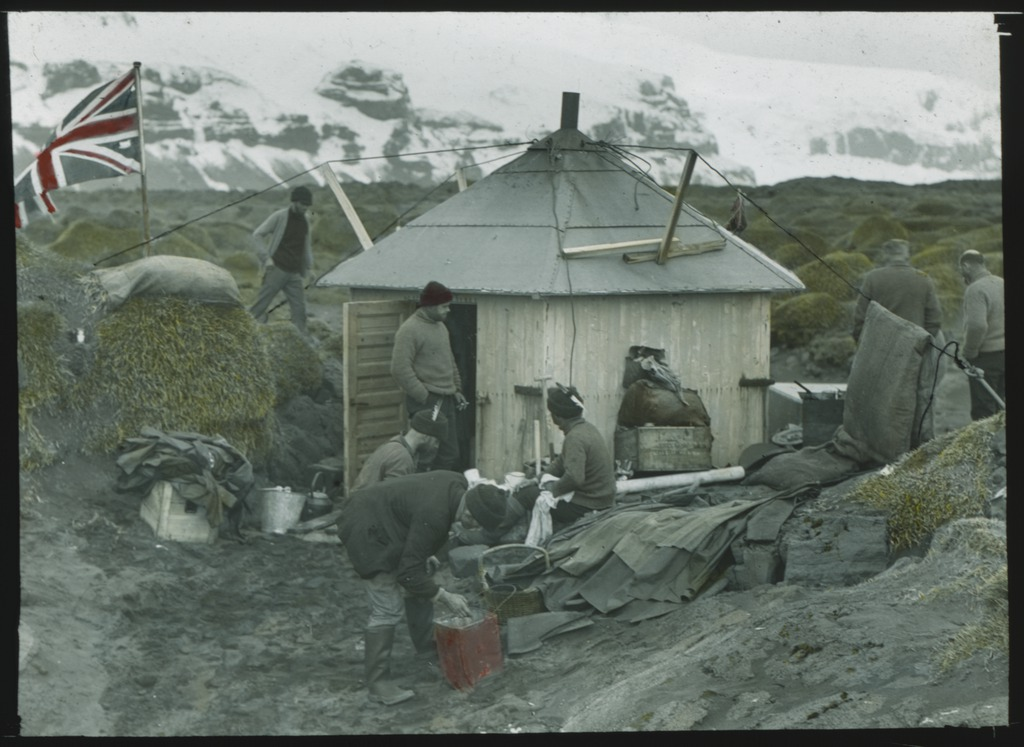
1929-es tudományos expedíció a Heard szigeten

A Heard-sziget a világ egyik legfélreesőbb részén található, ezért nagyon valószínű, hogy a 19. század közepéig nem járt ember a környékén. Peter Kemp brit fókavadász volt az első ember, aki 1833. november 27-én megpillantotta a szigetet, miközben Magnet nevű hajójával a Kerguelen-szigetekről az Antarktisz felé tartott. Kemp feltehetően partra is szállt, de felfedezése nem vált közismertté.
John Heard, az amerikai Oriental hajó kapitánya 1853. november 25-én látta meg a szigetet, Bostonból Melbournbe tartó útja során. Heard kapitány egy hónappal később jelentette a felfedezést, így a szigetet róla nevezték el. Nem sokkal ezután, 1854. január 4-én, William McDonald kapitány, a Samarang parancsnoka felfedezte a közelben található kisebb szigetekből álló csoportot, amelyet azután róla neveztek el.
Az első partraszállásra 1855 márciusában került sor, amikor Erasmus Darwin Rogers kapitány Corinthia nevű hajójából egy csapat fókavadász érte el a szárazföldet. 1855 és 1880 között mintegy kétszáz fókavadász élt a szigeten, embertelen körülmények között, sötét, füstös kunyhókban. Ez idő alatt kiirtották a szigeten található fókák nagy részét; több mint 100 ezer hordó elefántfóka-olajat előállítva.
Számos hajóroncs található környéken.

## Közigazgatás és gazdaság
A szigeteknek nincs állandó lakossága, közigazgatásukat az ausztráliai Hobartból intézi a Department of the Environment and Heritage (Környezetvédelmi és Természeti Örökség Minisztériuma), mivel a szigetek gazdag állatvilággal rendelkeznek. 65 ezer négyzetkilométernyi tengert természetvédelmi területté nyilvánítottak.
A szigeteket elsősorban kutatók látogatják a nyári hónapokban. 1947-től az 1950-es évekig kutatóállomások voltak a Heard-szigeten, 1971-ben pedig a McDonald-szigeteken.
Gazdasági tevékenység nincs, a terület TLD-kódja: .hm.